# 程元岳
程元岳（1218年—1268年），字远甫，号山窗，南宋徽州歙县槐塘（今安徽省黄山市歙县郑村镇棠樾村槐塘）人，诗人，官至工部侍郎。
程元岳为宰相程元凤（1200-1269年）从弟，出生于名门望族槐塘程氏。宋理宗宝祐元年（1253年）中进士，授真州司户参军。宝祐四年（1256年），改任沿江制置司干办。开庆元年（1259年），授太学录，又授武学博士。景定元年（1260年），任建康府通判。景定二年（1261年），改任江西安抚司参议。景定四年（1263年），授监察御史。宋度宗咸淳二年（1266年），升为工部侍郎。咸淳三年（1267年），出知太平州。咸淳四年（1268年）去世，年51岁。著有《山窗集》，已佚。今存诗五首，收录于《全宋诗》。